# Samantha Harvey
Samantha Harvey (ur. 1975) – angielska powieściopisarka, zdobywczyni  Nagrody Bookera 2024 za powieść Orbital (2023).
Jej powieści były nominowane do nagród: Women’s Prize for Fiction (Orange Prize for Fiction), Guardian First Book Award,  Walter Scott Prize, James Tait Black Memorial Prize, Baileys Prize, Jerwood Fiction Uncovered Prize i HWA Gold Crown Award. Powieść The Wilderness (2009) została laureatką  AMI Literature Award i Betty Trask Award (2009); a The Western Wind (Zachodni wiatr, 2018) zdobyła w 2019 Staunch Book Prize. Natomiast powieść Orbital (2023) była nominowana do Orwell Prize w dziedzinie political fiction i Ursula K. Le Guin Prize (2024). Samantha Harvey jest laureatką InWords Literary Award (2024) oraz Hawthornden Prize for Literature (2024). Mieszka w Bath w Wielkiej Brytanii i pracuje jako lektorka kreatywnego pisania na Uniwersytecie Bath Spa.

## Twórczość
- The Wilderness (2009)
- All Is Song (2012)
- Dear Thief (2014)
- The Western Wind (2018)
- The Shapeless Unease (2020)
- Orbita (Orbital) (2023)[3]
- The Shapeless Unease (2020)